# Układ współrzędnych walcowych

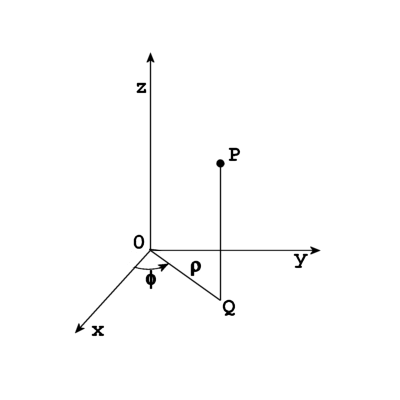
Walcowy układ współrzędnych

Walcowy układ współrzędnych (cylindryczny układ współrzędnych) – układ współrzędnych w trójwymiarowej przestrzeni euklidesowej. Posługiwanie się układem cylindrycznym jest korzystne gdy trajektoria ruchu ma osiową (cylindryczną) symetrię.
Układ cylindryczny tworzony jest przez trzy wersory {\displaystyle {\hat {n}}_{\rho },} {\displaystyle {\hat {n}}_{\phi },} {\displaystyle {\hat {n}}_{z},} które zmieniają swoją orientację w przestrzeni w zależności od ruchu punktu {\displaystyle P}. Każdy punkt {\displaystyle P} przestrzeni zapisuje się w postaci trzech tzw. współrzędnych cylindrycznych {\displaystyle (\rho ,\phi ,z),} gdzie poszczególne składowe wyrażają się następująco:
{\displaystyle \rho } – promień cylindra przeprowadzonego przez punkt {\displaystyle P},
{\displaystyle \phi } – kąt między osią {\displaystyle x} układu nieruchomego a płaszczyzną, w której znajduje się wektor wodzący {\displaystyle r(t)} i kierunek {\displaystyle {\hat {n}}_{z}},
{\displaystyle z} – wysokość (ta sama współrzędna jak dla układu nieruchomego).
Można wyprowadzić wzór: {\displaystyle r(t)=\rho {\hat {n}}_{\rho }+z{\hat {n}}_{z}}.
Określenie prędkości następuje poprzez obliczenie pochodnej {\displaystyle r{:}} {\displaystyle v(t)={\frac {dr}{dt}}={\dot {\rho }}{\hat {n}}_{\rho }+\rho {\dot {\hat {n}}}_{\rho }+{\dot {z}}{\dot {\hat {n}}}_{z}} (gdzie {\displaystyle {\dot {}}} oznacza pierwszą pochodną względem czasu). Wersor {\displaystyle {\hat {n}}_{z}} nie zmienia swojej orientacji i dlatego {\displaystyle {\dot {{\hat {n}}_{z}}}=0,} co pozwala na pominięcie go w powyższym równaniu. Wersor {\displaystyle {\dot {\hat {n}}}_{\rho }} należy wyrazić poprzez niezmienne w czasie wersory {\displaystyle {\hat {n}}_{x}} i {\displaystyle {\hat {n}}_{y}} układu nieruchomego.
{\displaystyle {\hat {n}}_{\rho }={\hat {n}}_{x}\cos \phi +{\hat {n}}_{y}\sin \phi },
{\displaystyle {\hat {n}}_{\phi }=-{\hat {n}}_{x}\sin \phi +{\hat {n}}_{y}\cos \phi }.
Zatem:
{\displaystyle {\dot {{\hat {n}}_{\rho }}}=-{\hat {n}}_{x}\sin \phi {\dot {\phi }}+{\hat {n}}_{y}\cos \phi {\dot {\phi }}={\dot {\phi }}{\hat {n}}_{\phi }},
{\displaystyle {\dot {{\hat {n}}_{\phi }}}=-{\hat {n}}_{x}\cos \phi {\dot {\phi }}-{\hat {n}}_{y}\sin \phi {\dot {\phi }}=-{\dot {\phi }}{\hat {n}}_{\rho }}.
Stąd prędkość:
{\displaystyle v(t)={\dot {\rho }}{\hat {n}}_{\rho }+\rho {\dot {\phi }}{\hat {n}}_{\phi }+{\dot {z}}{\hat {n}}_{z}},
a jej długość:
{\displaystyle |v|={\sqrt {({\dot {\phi }})^{2}+(\rho {\dot {\phi }})^{2}+({\dot {z}})^{2}}}}.
Przyspieszenie:
{\displaystyle a(t)={\frac {dv}{dt}}={\ddot {\rho }}{\hat {n}}_{\rho }+{\dot {\rho }}{\dot {\hat {n}}}_{\rho }+{\dot {\rho }}{\dot {\phi }}{\hat {n}}_{\phi }+\rho {\ddot {\phi }}{\hat {n}}_{\phi }+\rho {\dot {\phi }}{\dot {\hat {n}}}_{\phi }+{\ddot {z}}{\hat {n}}_{z}={\hat {n}}_{\rho }({\ddot {\rho }}-\rho ({\dot {\phi }})^{2})+{\hat {n}}_{\phi }(2{\dot {\rho }}{\dot {\phi }}+\rho {\ddot {\phi }})+{\hat {n}}_{z}{\ddot {z}}}
{\displaystyle |a|={\sqrt {({\ddot {\rho }}-\rho ({\dot {\phi }})^{2})^{2}+(2{\dot {\rho }}{\dot {\phi }}+\rho {\ddot {\phi }})^{2}+({\ddot {z}})^{2}}}}.

## Przykład zastosowania
Za pomocą współrzędnych cylindrycznych można bardzo łatwo opisać na przykład jednostajny ruch po okręgu:
{\displaystyle \rho =R=const},
{\displaystyle \phi =\omega t,\omega =const},
{\displaystyle z=0}
oraz:
{\displaystyle r(t)=R{\hat {n}}_{\rho }},
{\displaystyle v(t)=\omega R{\hat {n}}_{\phi }},
{\displaystyle a(t)=-\omega ^{2}R{\hat {n}}_{\rho }}.